# Horacio Coppola

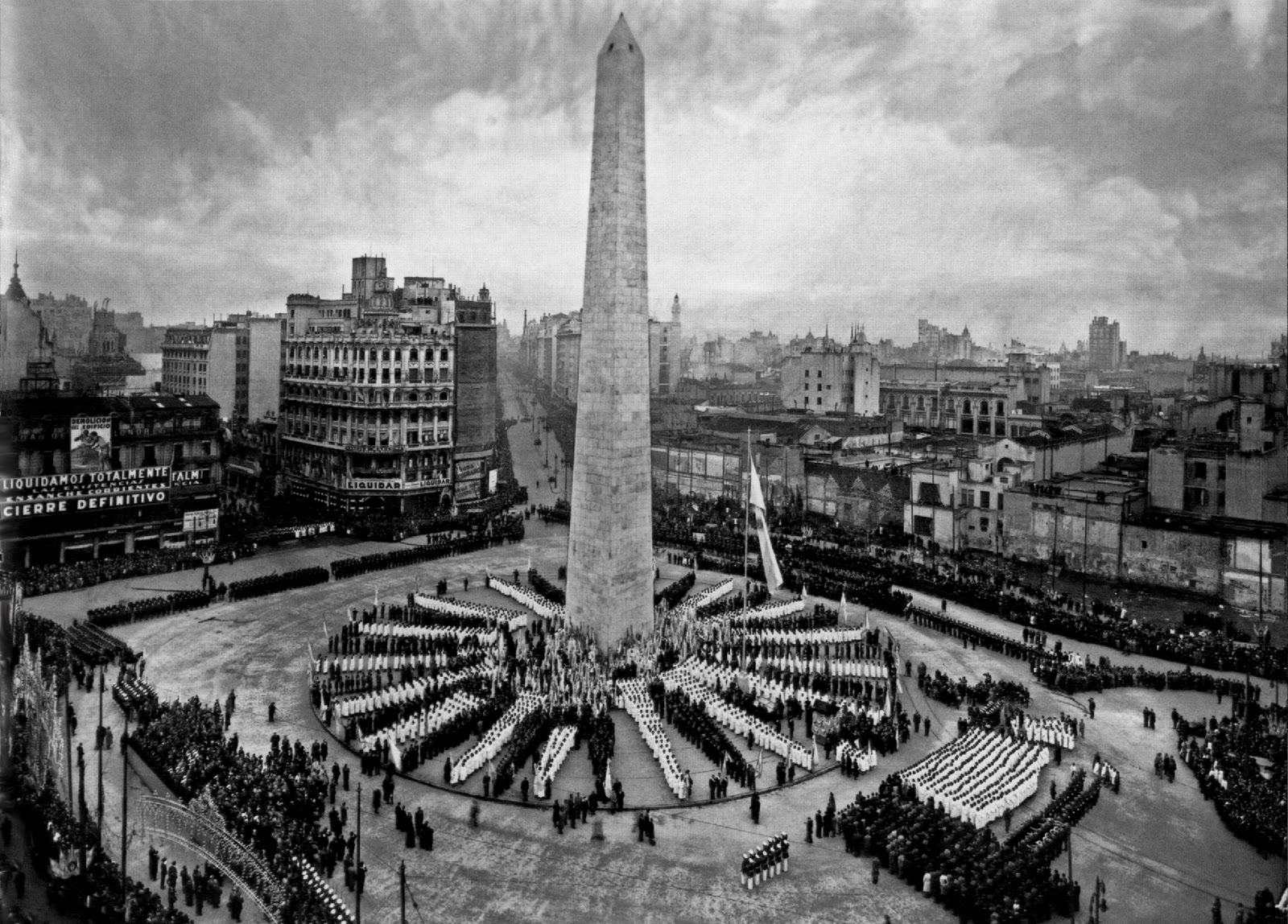
Plaza de la República, Día de la Bandera, fotografie ze série Buenos Aires 1936

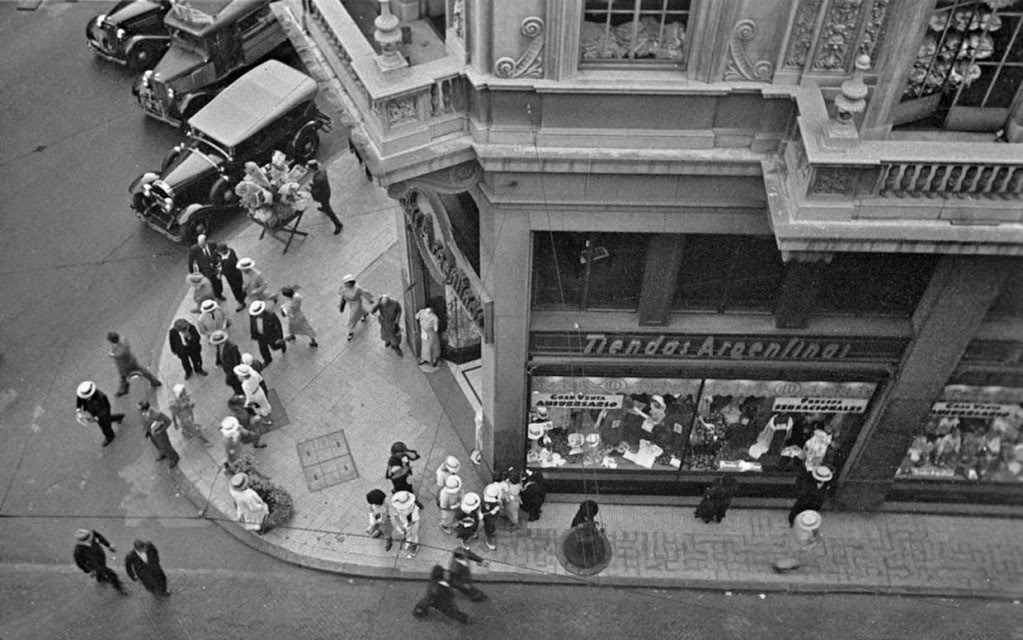
Esquina de Diagonal Norte y Suipacha, Buenos Aires, 1936

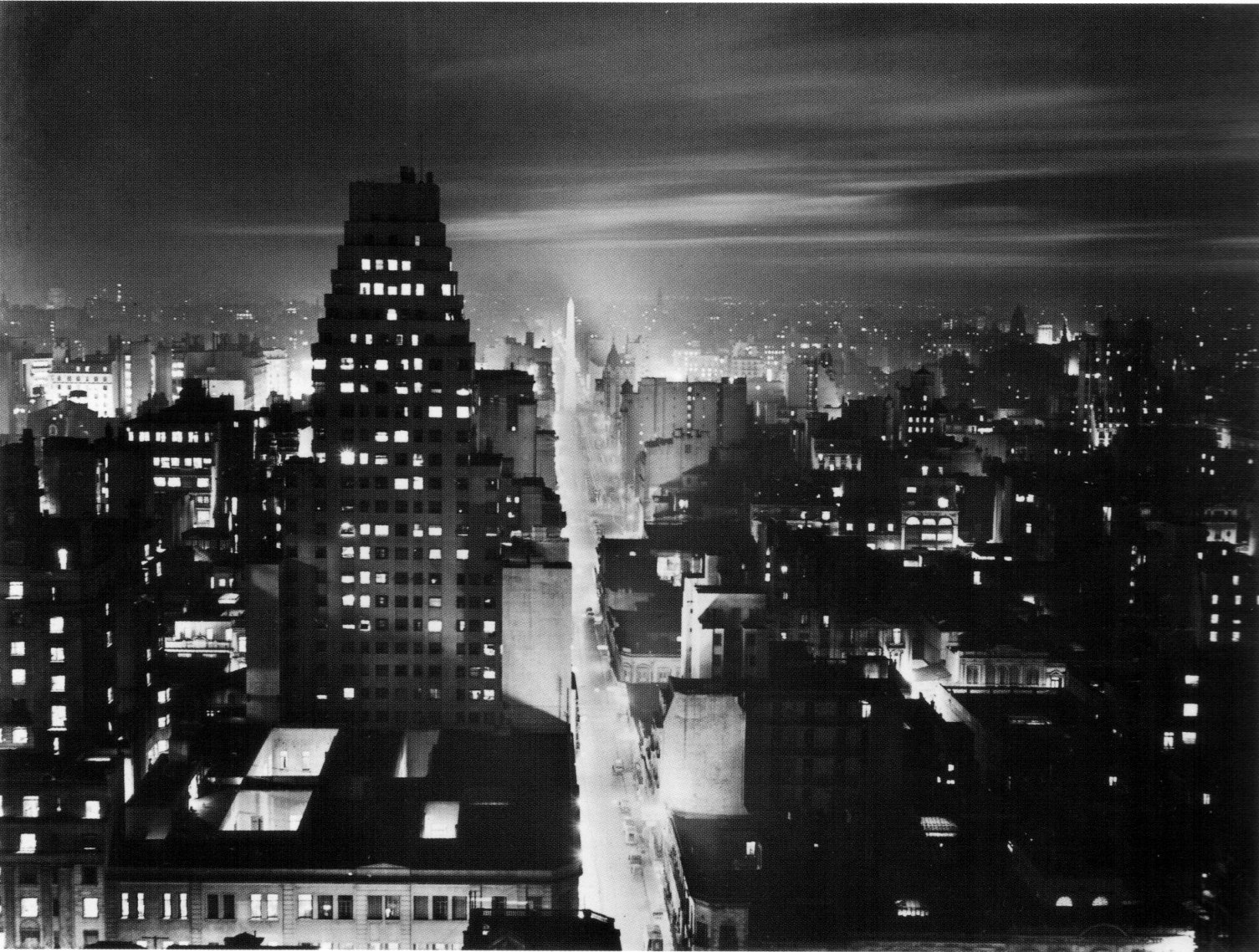
Noční pohled na třídu Avenida Corrientes, Buenos Aires, 1936

Horacio Coppola (31. července 1906 Buenos Aires – 18. června 2012 tamtéž) byl argentinský fotograf a filmař, manžel německé fotografky Grety Stern, se kterou se seznámili během fotografického kurzu Waltra Peterhanse v Bauhausu v Německu. Patřil mezi pilíře fotografické moderny a svým dílem se řadí mezi klasiky, jako jsou Annemarie Heinrich, Grete Stern, Anatole Saderman nebo Juan Di Sandro.

## Život a dílo
Během studií v Evropě mezi jeho učitele fotografie patřil také Walter Peterhans. V roce 1935 si vzal za ženu Gretu Sternovou, V roce 1936 se jim narodila dcera Silvia a v témže roce se odstěhovali do Argentiny. V Buenos Aires si v roce 1937 otevřeli se Sternovou reklamní fotografické studio. Jejich moderní dům s ateliérem v Ramos Meija nedaleko Buenos Aires, se stal místem setkávání pro umělce, pokrokové spisovatele a intelektuály, jako byli Jorge Luis Borges, Pablo Neruda, Renate Schottelius, Clément Moreau, María Elena Walsh a psychoanalytička Marie Langer.
Byl autorem fotografií, které se objevily v prvním vydání Evaristo Carriego (1930) Jorgeho Luise Borgese.
Pracoval také ve filmovém oboru, natočil několik dokumentů a krátkých filmů jako například Obelisk (El Obelisco, 1936).
Zemřel 18. června 2012 ve svých 105 letech.

## Publikace
- Buenos Aires 1936: visión fotografía por Horacio Coppola (1936)

## Výstavy
Výběr výstav:
- 2008, La Fundación Telefónica, Madrid (Španělsko) le homenajeó, contando el autor 101 años de vida, con una exposición titulada Horacio Cóppola: el gran retratista de Buenos Aires

- 2010, Horacio Coppola. Los viajes, Círculo de Bellas Artes, Madrid (Španělsko).

- 2011, Horacio Coppola. Fotografía, "Centro Cultural de CajaGranada" (Španělsko), je zatím nejrozsáhlejší výstavou autora ve Španělsku, s více než 100 originálních fotografií.

## Ocenění
- 2010, La Sociedad Central de Arquitectos de Argentina (SCA) le nombra socio honorario a sus 104 años, siendo la primera persona que lo recibe sin ser arquitecto.

## Galerie

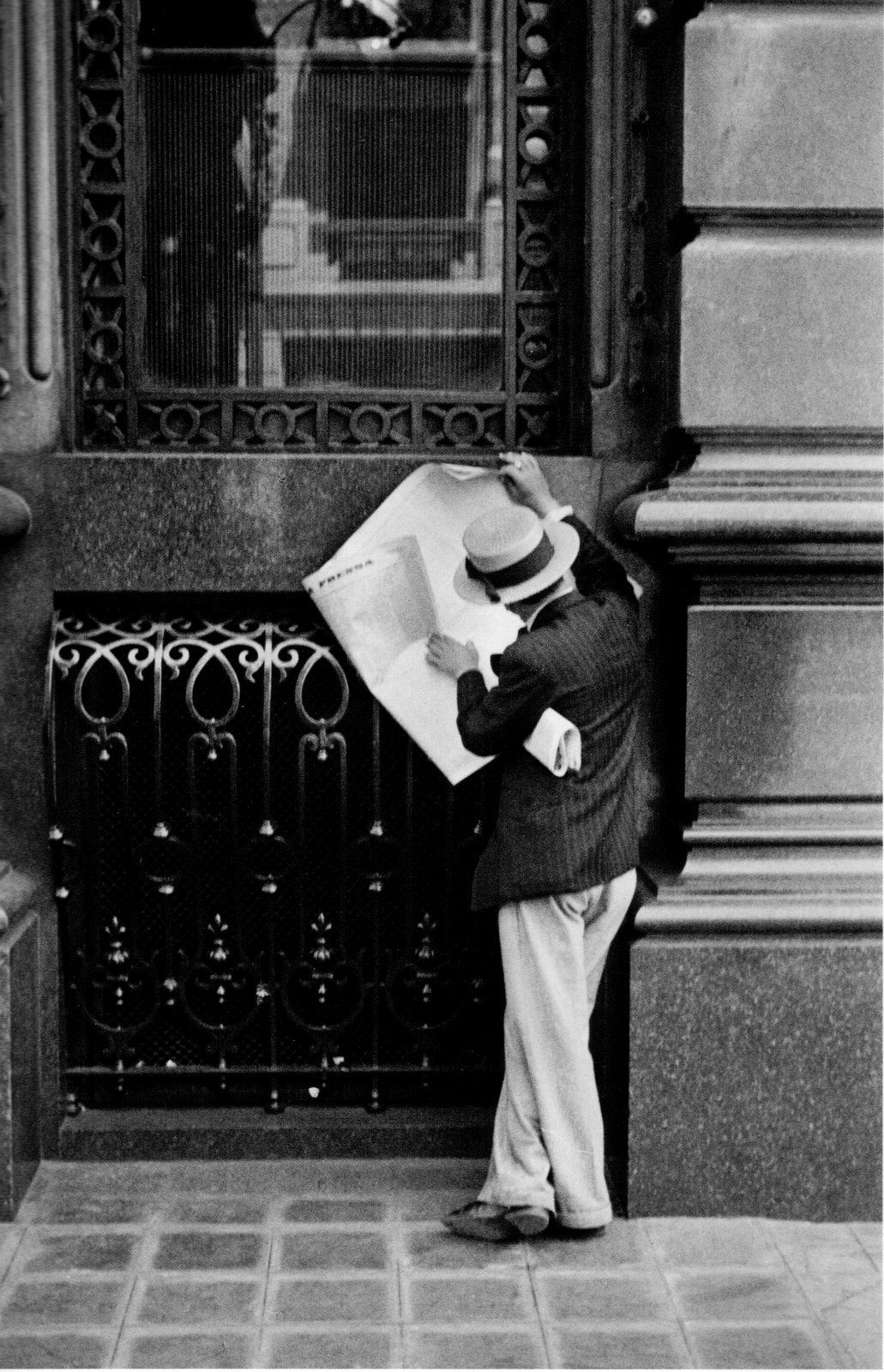
Kolemjdoucí čte noviny v bloku Avenida de Mayo mezi Bolivarem a Peru, Buenos Aires, 1936
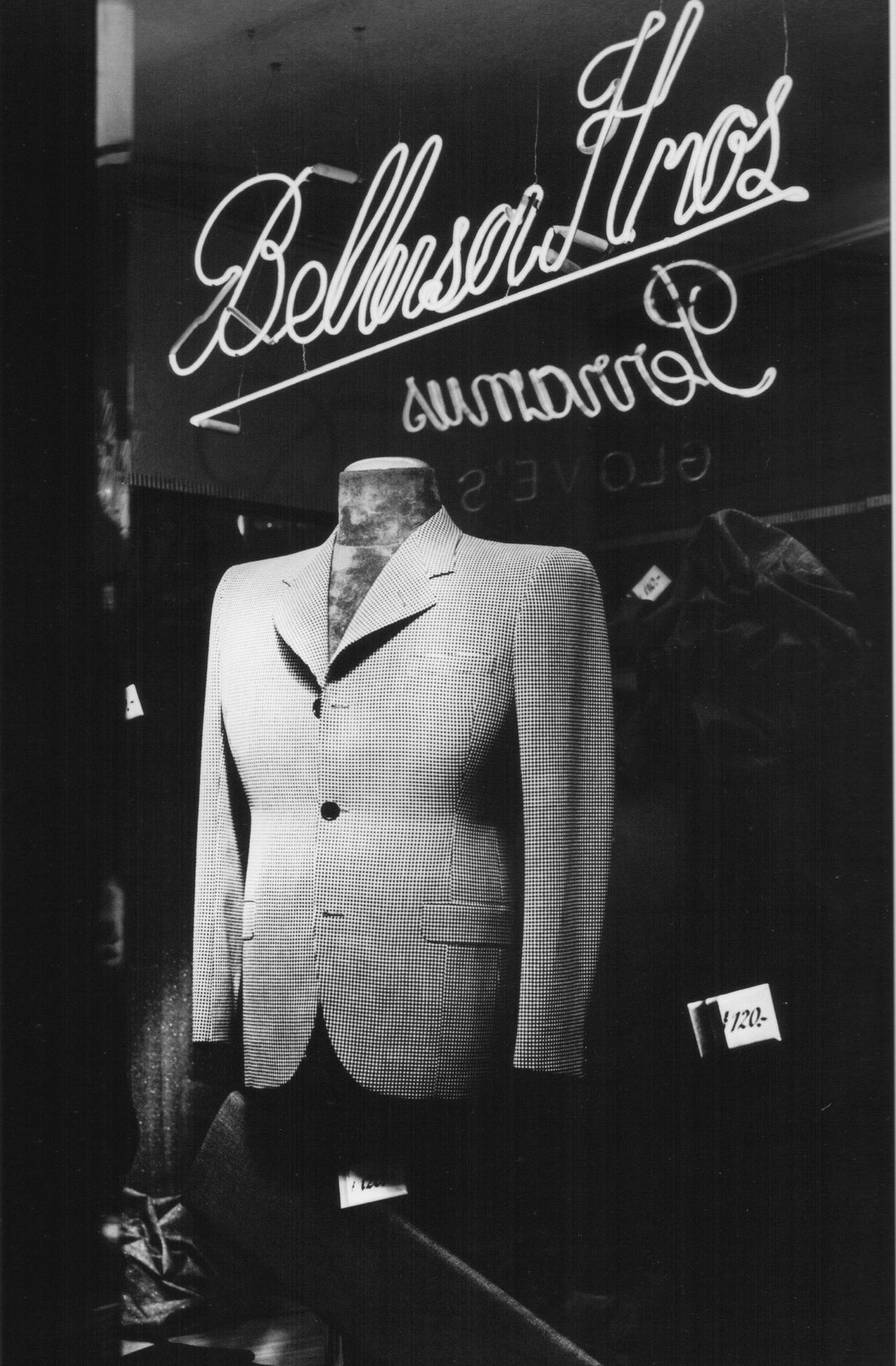
Výkladní skříň obchodu Sarmiento a Suipacha, Buenos Aires, 1936
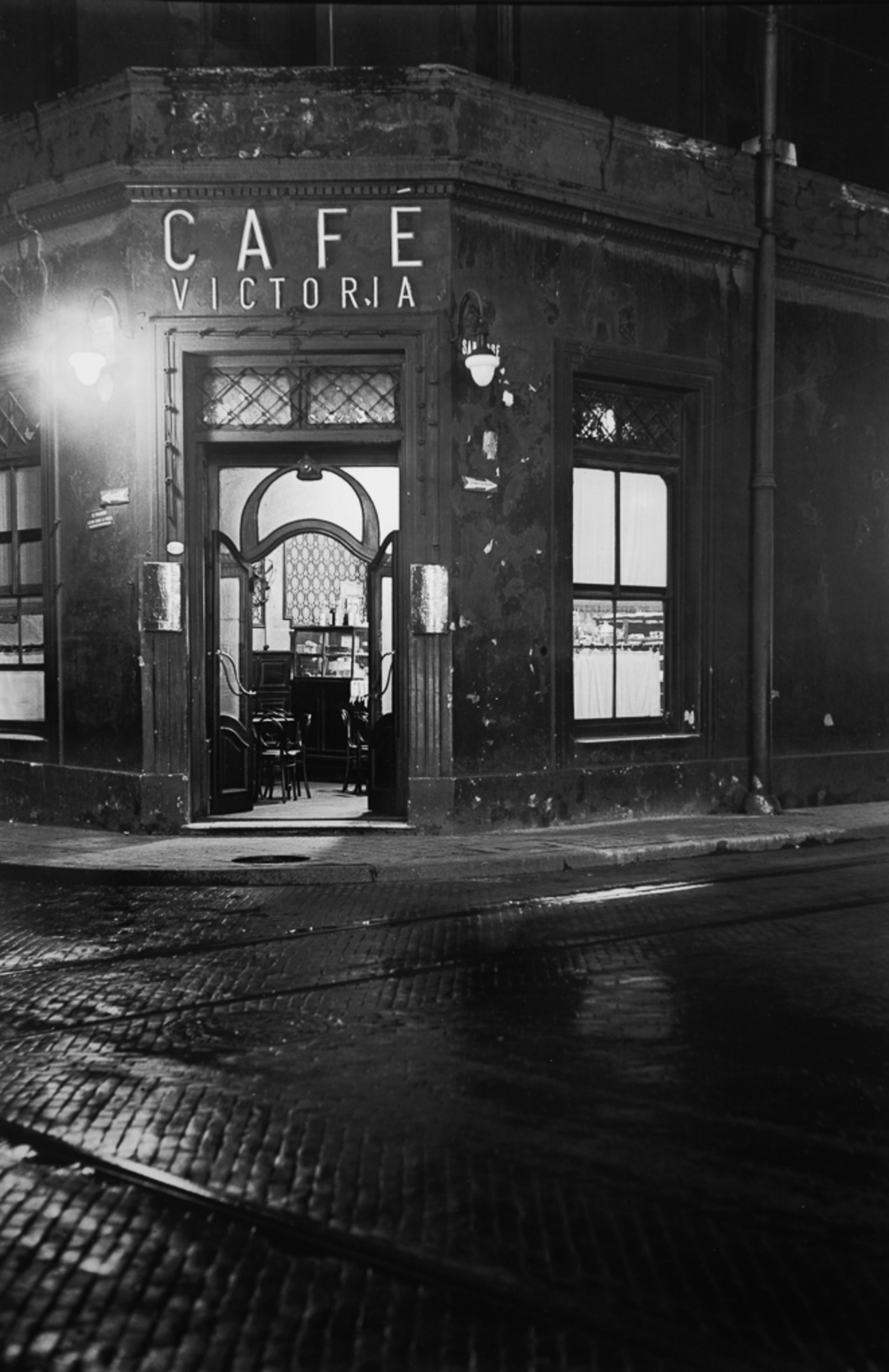
Café Victoria na rohu ulic San José a Victoria, nyní Hipólito Yrigoyen, 1936
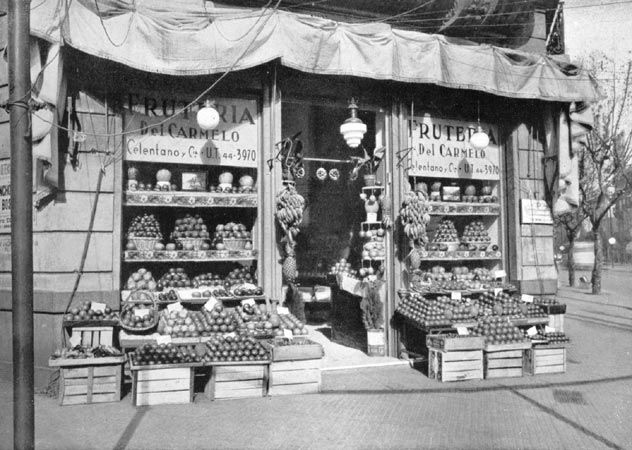
Zelinářství, místo neurčeno, 1936
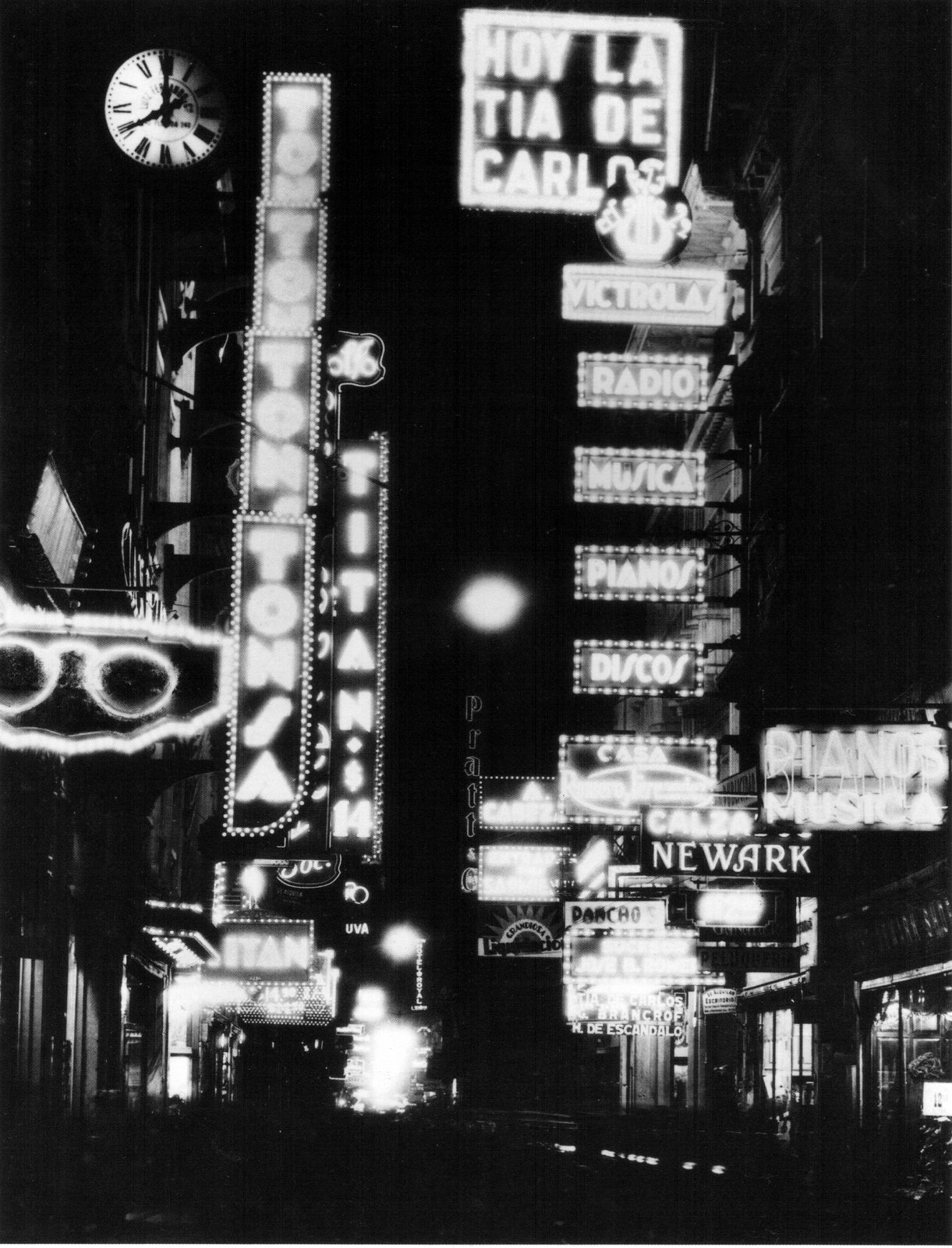
Azylové domy, ulice Florida Street, Buenos Aires, 1936